# Ahkeela Mollon
Ahkeela Darcel Mollon (Chaguanas, Trinidad y Tobago, 2 de abril de 1985) es una futbolista profesional trinitaria, se desempeña en el terreno de juego como delantera extrema y su actual equipo es el La Brea Angels W.F.C de la Trinidad & Tobago Women's Premier League.

## Clubes
| Club                        | País              | Año       |
| --------------------------- | ----------------- | --------- |
| Kvarnsvedens IK             | Suecia            | 2009-2010 |
| Djurgårdens IF Fotboll      | Suecia            | 2010-2011 |
| Stjarnan                    | Islandia          | 2011-2012 |
| Ungmennafélagið Afturelding | Islandia          | 2012-2013 |
| Central FC                  | Trinidad y Tobago | 2013-2014 |
| Kvarnsvedens IK             | Suecia            | 2014-2015 |
| La Brea Angels W.F.C        | Trinidad y Tobago | 2015-2016 |
| Anguilla                    | Anguila           | 2022      |

## Participación internacional
Ahkeela Darcel Mollon ha vestido en muchas ocasiones la camiseta de Trinidad y Tobago en diferentes categorías, desde sub-17, hasta la selección absoluta, teniendo un total de 21 partidos disputados y 8 goles con la absoluta.